# Hans-Henrik Krause

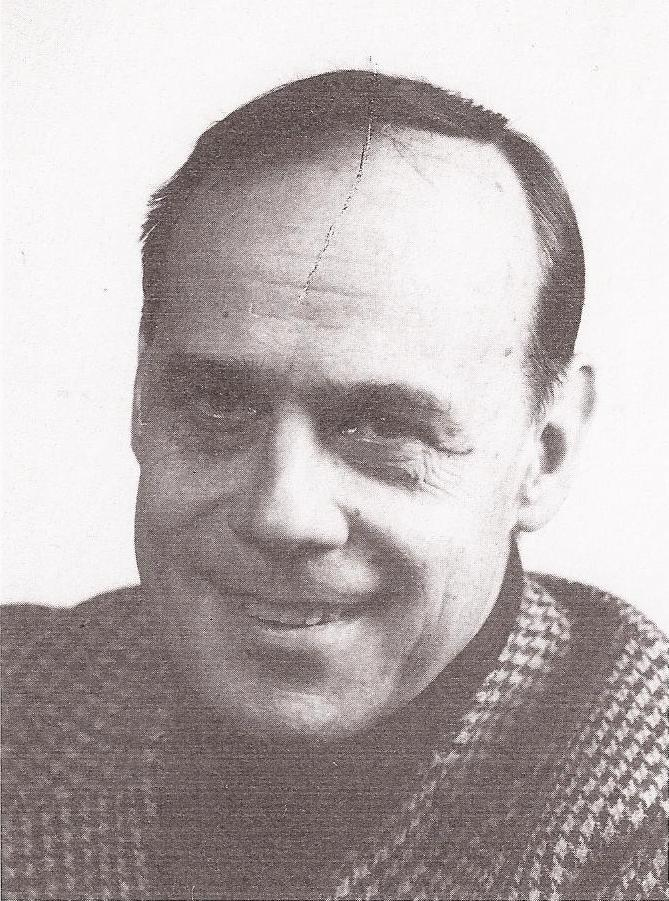
Hans-Henrik Krause, 1984.

Hans-Henrik Krause (* 13. März 1918 in Hellerup; † 15. April 2002 in Frederiksberg) war ein dänischer Schauspieler und Regisseur.

## Leben
Hans-Henrik Krause wuchs als Sohn des Polizisten Richard Krause (1878–1946) und dessen Frau Elisabeth Pontoppidan (1890–1961) im Kopenhagener Vorort Gentofte auf.
Nach seinem Schulabschluss absolvierte er von 1937 bis 1939 seine Schauspielausbildung an der Schauspielschule des Aarhus Teaters, wo er als Darsteller auch sein Bühnendebüt hatte. Er wirkte als Bühnendarsteller in zahlreichen Theaterstücken, Operetten, Musicals, Varieté-Shows und in Kabarett-Programmen mit, so unter anderem auch am Odense Teater, am Folketeatret, am Königlichen Theater Kopenhagen, am Betty-Nansen-Theater, am Theater Helsingør oder am Frederiksberg-Theater.
Krause wirkte in seiner rund fünf Jahrzehnte lang andauernden Karriere als Schauspieler vor der Kamera von 1942 bis 1998 in mehr als 60 Film-und-Fernsehproduktionen mit und führte bei knapp 20 Spielfilmen die Regie. Gelegentlich war er auch als Synchronsprecher für Zeichentrickfilme tätig, wie beispielsweise für Pocahontas.
Krause war insgesamt dreimal verheiratet und hatte keine Kinder. Seine erste Ehefrau war von 1941 bis 1946 die Schauspielerin Inge Hvid-Møller (1912–1970). Von 1950 bis 1953 war er in zweiter Ehe mit der Schauspielerin Lise Ringheim verheiratet. Krause starb im April 2002 im Alter von 84 Jahren in seinem langjährigen Wohnort Frederiksberg. Seine Grabstätte befindet sich auf dem Søndermark-Kirkegard.

## Filmografie (Auswahl)
- 1944: Elly Petersen
- 1946: Ditte – ein Menschenkind
- 1955: Marguerite
- 1961: Farinelli
- 1967: Der schmucke Arne und Rosa
- 1969: Die Mädchen vom Eichenhof
- 1970: Vier tolle Jungs der Prärie
- 1972: Oh, diese Mieter! (Fernsehserie, 1 Folge)
- 1977: Thelma und Irene
- 1987: Peter von Scholten
- 1988: Mord im Paradies
- 1989: Aarhus in der Nacht